# Кароліна Стухла
Кароліна Стухла (чеськ. Karolína Stuchlá; нар. 24 лютого 1994) — колишня чеська тенісистка.
Найвищу одиночну позицію світового рейтингу — 669 місце досягла 23 лютого 2015, парну — 97 місце — 12 вересня 2016 року.
Здобула 13 парних титулів туру ITF.

## Фінали ITF

### Одиночний розряд:1 поразка
| Результат | Дата          | Турнір               | Покриття | Суперниця          | Рахунок  |
| --------- | ------------- | -------------------- | -------- | ------------------ | -------- |
| Поразка   | 6 жовтня 2014 | ITF Албена, Болгарія | Ґрунт    | Пернілла Мендешова | 5–7, 2–6 |

### Парний розряд: 24 (13–11)
| Легенда          |
| ---------------- |
| турніри $100,000 |
| турніри $75,000  |
| турніри $50,000  |
| турніри $25,000  |
| турніри $15,000  |
| турніри $10,000  |

| Фінали за покриттям |
| ------------------- |
| Тверде (2–2)        |
| Ґрунт (11–9)        |
| Трава (0–0)         |
| Килим (0–0)         |

| Результат | Ранг | Дата             | Турнір                        | Покриття   | Партнерка       | Суперниці                                | Рахунок            |
| --------- | ---- | ---------------- | ----------------------------- | ---------- | --------------- | ---------------------------------------- | ------------------ |
| Перемога  | 1.   | 22 липня 2013    | ITF Бад-Вальтерсдорф, Австрія | Ґрунт      | Ленка Кунчікова | Адріяна Лекай Карла Попович              | 6–4, 7–6(6)        |
| Перемога  | 2.   | 19 серпня 2013   | ITF Прага, Чехія              | Ґрунт      | Ленка Кунчікова | Крістина Грабалова Маріє Маєрова         | 6–3, 7–5           |
| Поразка   | 1.   | 2 вересня 2013   | ITF Берлін, Німеччина         | Ґрунт      | Ленка Кунчікова | Їсалін Бонавентюре Корнелія Лістер       | 4–6, 6–3, [5–10]   |
| Перемога  | 3.   | 16 березня 2014  | ITF Гонесс, Франція           | Ґрунт (i)  | Джессіка Понше  | Каролін Даніелс Лена-Марі Гофманн        | 6–7(4), 6–3 [10–3] |
| Поразка   | 2.   | 4 квітня 2014    | ITF Шибеник, Хорватія         | Ґрунт      | Ева Рутарова    | Агнеш Букта Вікторія Томова              | 6–7(12), 1–6       |
| Поразка   | 3.   | 12 квітня 2014   | ITF Бол, Хорватія             | Ґрунт      | Карла Тулі      | Агнеш Букта Вікторія Томова              | 2–6, 1–6           |
| Перемога  | 4.   | 19 травня 2014   | ITF Веленє, Словенія          | Ґрунт      | Ленка Кунчікова | Мартіна Кубічикова Тереза Малікова       | 7–5, 6–1           |
| Поразка   | 4.   | 26 травня 2014   | ITF Бол, Хорватія             | Ґрунт      | Ленка Кунчікова | Б'янка Ботто Емма Лайне                  | 3–6, 3–6           |
| Перемога  | 5.   | 2 червня 2014    | ITF Бол, Хорватія             | Ґрунт      | Ленка Кунчікова | Ольга Янчук Крістіна Шаховец             | 0–6, 6–1, [10–8]   |
| Перемога  | 6.   | 9 червня 2014    | ITF Бол, Хорватія             | Ґрунт      | Ленка Кунчікова | Саманта Гарріс Саллі Пірс                | 6–0, 6–4           |
| Поразка   | 5.   | 16 червня 2014   | ITF Пршеров, Чехія            | Ґрунт      | Ева Рутарова    | Шанталь Шкамлова Барбора Штефкова        | 4–6, 3–6           |
| Перемога  | 7.   | 25 серпня 2014   | ITF Острава, Чехія            | Ґрунт      | Ленка Кунчікова | Марина Колб Надія Колб                   | 4–6, 6–2, [10–7]   |
| Поразка   | 6.   | 1 вересня 2014   | ITF Прага, Чехія              | Ґрунт      | Ленка Кунчікова | Петра Крейсова Зузана Лукнарова          | 6–4, 3–6, [6–10]   |
| Перемога  | 8.   | 10 жовтня 2014   | ITF Албена, Болгарія          | Ґрунт      | Ленка Кунчікова | Юлія Хелбет Ізабелла Шинікова            | 6–2, 6–4           |
| Перемога  | 9.   | 12 січня 2015    | ITF Штутгарт, Німеччина       | Тверде (i) | Ленка Кунчікова | Мартіна Борецька Джесіка Малечкова       | 6–2, 6–3           |
| Поразка   | 7.   | 29 червня 2015   | ITF Штутгарт, Німеччина       | Ґрунт      | Ленка Кунчікова | Марія Марфутіна Ірина Шиманович          | 2–6, 6–4, [8–10]   |
| Перемога  | 10.  | 13 липня 2015    | ITF Оломоуць, Чехія           | Ґрунт      | Ленка Кунчікова | Сінді Бюргер Катержина Ванькова          | 1–6, 6–4, [12–10]  |
| Поразка   | 8.   | 3 серпня 2015    | ITF Пльзень, Чехія            | Ґрунт      | Ленка Кунчікова | Барбора Крейчикова Ребекка Петерсон      | 4–6, 3–6           |
| Поразка   | 9.   | 10 жовтня 2015   | ITF Созополь, Болгарія        | Ґрунт      | Ленка Кунчікова | Вівіан Гайзен Джулія Терзійська          | 3–6, 1–6           |
| Перемога  | 11.  | 17 жовтня 2015   | ITF Албена, Болгарія          | Ґрунт      | Ленка Кунчікова | Габріела Пантучкова Магдалена Пантучкова | 6–1, 6–3           |
| Перемога  | 12.  | 8 листопада 2015 | ITF Нант, Франція             | Тверде (i) | Ленка Кунчікова | Катержина Сінякова Рената Ворачова       | 6–4, 6–2           |
| Перемога  | 13.  | 31 січня 2016    | ITF Санрайз, США              | Ґрунт      | Ленка Кунчікова | Катержина Крамперова Джесіка Малечкова   | 6–1, 7–6(6)        |
| Поразка   | 10.  | 2 квітня 2016    | ITF Круассі-Бобур, Франція    | Тверде (i) | Ленка Кунчікова | Джоселін Рей Анна Сміт                   | 4–6, 1–6           |
| Поразка   | 11.  | 10 липня 2016    | ITF Будапешт, Угорщина        | Ґрунт      | Ленка Кунчікова | Ема Бургич-Буцко Георгіна Гарсія Перес   | 4–6, 6–2, [10–12]  |